# Chamaeleo africanus
Chamaeleo africanus е вид влечуго от семейство Хамелеонови (Chamaeleonidae). Видът не е застрашен от изчезване.

## Разпространение
Разпространен е в Габон, Египет, Еритрея, Етиопия, Камерун, Мавритания, Мали, Нигер, Нигерия, Судан, Централноафриканска република и Чад. Внесен е в Гърция.